# Daishen Nix

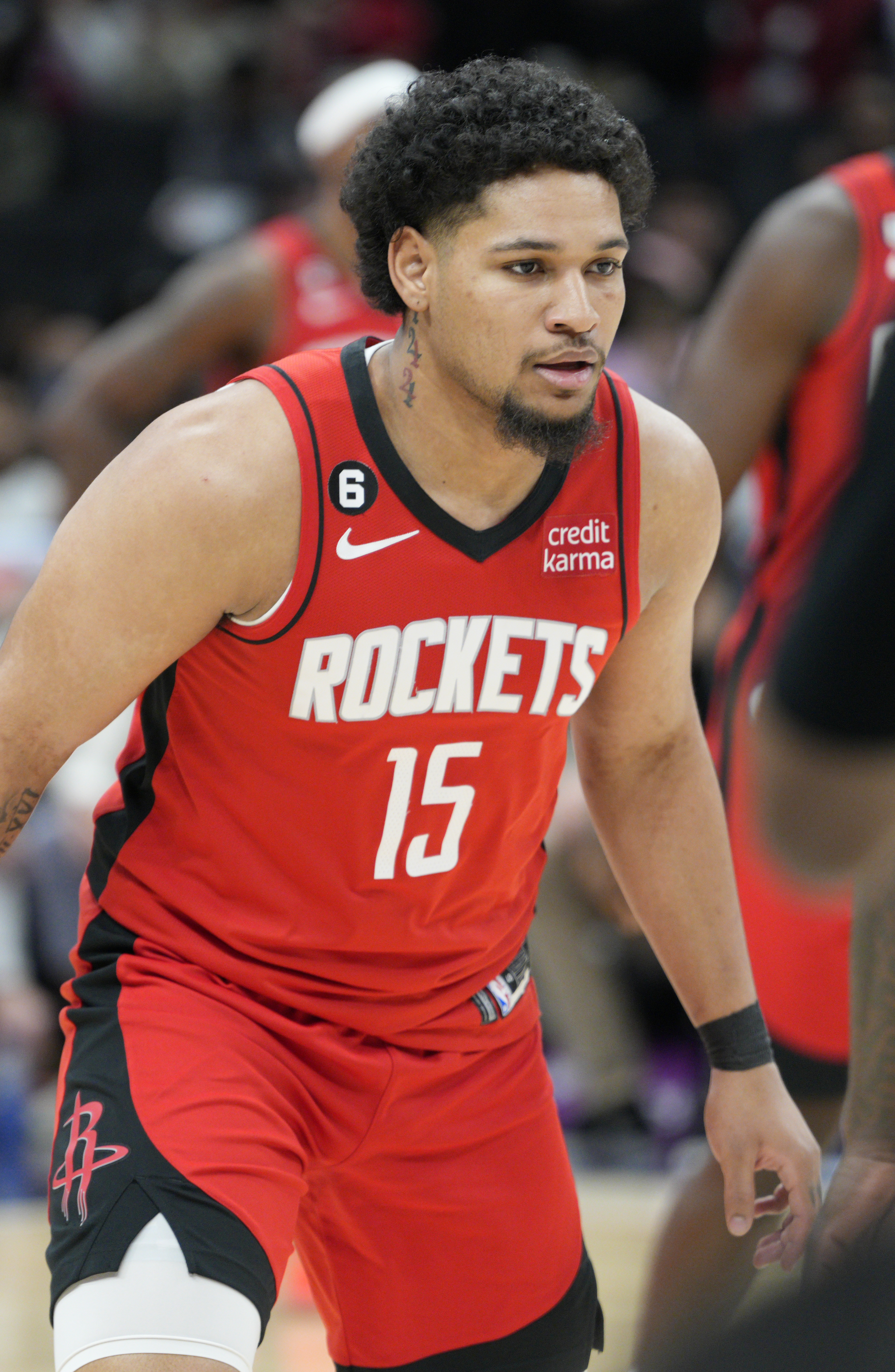
Daishen Nix, 2023.

Daishen Nix, född 13 februari 2002 i Fairbanks i Alaska, är en amerikansk professionell basketspelare (PG) som spelar för Sacramento Kings i National Basketball Association (NBA). Han har tidigare spelat bland annat för Houston Rockets och Minnesota Timberwolves.
Nix blev aldrig NBA-draftad.